# Thelyconychia vicinalis
Thelyconychia vicinalis är en tvåvingeart som först beskrevs av Baranov 1931.  Thelyconychia vicinalis ingår i släktet Thelyconychia och familjen parasitflugor.
Artens utbredningsområde är Taiwan. Inga underarter finns listade i Catalogue of Life.